# Toronto Chamber Orchestra
Le Toronto Chamber Orchestra est un ensemble canadien de musique baroque et classique basé à Toronto.

## Historique
L'historique de l'orchestre comporte deux périodes distinctes.
Au XXe siècle, le Toronto Chamber Orchestra est dirigé par Ernest MacMillan dans les années 1950, par Boyd Neel dans les années 1970 et par Andrew Davis et Paul Robinson dans les années 1980, cette dernière décennie étant marquée par plusieurs albums avec la violoncelliste canadienne d'origine israélienne Ofra Harnoy publiés par le label RCA Red Seal Records.
Au XXIe siècle, la direction de l'ensemble est reprise par le chef d'orchestre et violoniste irlandais Kevin Mallon qui avait auparavant étudié la direction d'orchestre avec John Eliot Gardiner, été premier violon du Concert Spirituel et des Arts Florissants à Paris et dirigé l'Irish Baroque Orchestra avant de s'installer au Canada pour occuper des postes au sein du Tafelmusik Baroque Orchestra et de l'Université de Toronto,.
De 2001 à 2005, l'ensemble de Mallon porte le nom de Toronto Camerata avant de reprendre en 2006 le nom de Toronto Chamber Orchestra,,.
L'ensemble Toronto Camerata et le Toronto Chamber Orchestra, qui ont un contrat d'enregistrement exclusif avec Naxos, jouent sur instruments anciens et regroupent des musiciens de l'Orchestre symphonique de Toronto, du Canadian Opera Orchestra, du Canadian Ballet Orchestra, de l'ensemble Tafelmusik et de l'Aradia Ensemble,.

## Distinctions
- 2009 : nomination pour le Prix Juno, pour le disque de symphonies de Haydn[7],[8].

## Discographie

### Première période (XXesiècle)
Les enregistrements réalisés par le Toronto Chamber Orchestra au XXe siècle ont été publiés par les labels Hallmark, Umbrella, MMG, Fanfare, RCA Red Seal Records et Tahra, :
- 1954 : Exsultate Jubilate de Wolfgang Amadeus Mozart, Cantata No. 51 Jauchzet Gott In Allen Landen de Jean-Sébastien Bach, Toronto Symphony Orchestra et Toronto Chamber Orchestra, dir. Sir Ernest MacMillan (Hallmark)
- 1977 : Concerto For Violin, String Orchestra And Continuo In E Major, BWV 1042 de Jean-Sébastien Bach, Toronto Chamber Orchestra, dir. Boyd Neel (Umbrella)
- 1977 : Serenade No. 13 In G Major K.525 Eine Kleine Nachtmusik, Divertimento No. 11 In D Major K de Wolfgang Amadeus Mozart, Toronto Chamber Orchestra, dir. Boyd Neel (Umbrella)
- 1979 : Boyd Neel conducts English String Music, oeuvres de Benjamin Britten, Edward Elgar et Thomas Arne, Toronto Chamber Orchestra, dir. Boyd Neel (Umbrella)
- 1981 : The Pachelbel Canon And Other Baroque Favorites, Toronto Chamber Orchestra, dir. Boyd Neel (MMG)
- 1985 : The Pachelbel Canon & Other Digital Delights, Toronto Chamber Orchestra, dir. Andrew Davis (Fanfare)
- 1985 : Cello Concertos de Joseph Haydn, Ofra Harnoy (violoncelle) et le Toronto Chamber Orchestra, dir. Paul Robinson (RCA Red Seal)
- 1987 : Vivaldi Cello Concertos Vol. 1, Ofra Harnoy (violoncelle) et le Toronto Chamber Orchestra, dir. Paul Robinson (RCA Victor Red Seal)
- 1989 : Vivaldi Cello Concertos Vol. 2, Ofra Harnoy (violoncelle) et le Toronto Chamber Orchestra, dir. Paul Robinson (RCA Victor Red Seal)
- 1994 : L'Art de la Fugue de Jean-Sébastien Bach, Toronto Chamber Orchestra, dir. Hermann Scherchen (Tahra)

### Deuxième période (XXIesiècle)
Tous les enregistrements de la période Mallon (sauf un) ont été publiés par le label Naxos,, :

#### Toronto Camerata, dir.Kevin Mallon
- 2001 : Four Seasons, Violin Concerti d'Antonio Vivaldi, avec Siqing Lu (violon)
- 2002 : Complete Flute Concertos de Carl Philipp Emanuel Bach, avec Patrick Gallois (flûte)
- 2004 : Symphonies de Karl von Ordonez[9]
- 2004 : Violin Concertos de Joseph Boulogne, Chevalier de Saint-Georges (sic), avec Qian Zhou (violon)
- 2005 : Symphonies, Vol. 3 de Johann Baptist Vanhal

#### Toronto Chamber Orchestra, dir. Kevin Mallon
- 2006 : Overtures, Op. 8, Incidental Music To Macbeth de Samuel Arnold
- 2007 : Symphonies (Calliope, Melpomene, Clio, Diana) de Wenzel Pichl
- 2007 : Bacchanale, Music For Trumpet & Bassoon, œuvres de Paul Hindemith, Mathieu Lussier, Vincent Persichetti et Dmitri Chostakovitch, avec Guy Few (trompette) et Nadina Mackie-Jackson (basson), publié par le label MSR Classics
- 2007 : Overtures - 2 de Domenico Cimarosa
- 2008 : Symphonies, Vol. 4 de Johann Baptist Vanhal
- 2008 : Oboe d'amore Concertos de Bach et Telemann, avec Thomas Stacy (hautbois d'amour)
- 2008 : Toy Symphony, New Lambach and other Symphonies de Leopold Mozart
- 2008 : Symphonies, Vol. 34 (symphonies Nos. 62, 107 and 108) de Joseph Haydn
- 2010 : Symphonies Op. 3, Nos. 1-4 de Franz Ignaz Beck